# Route nationale 16 (Congo-Kinshasa)
Pour les articles homonymes, voir Route nationale 16.
La route nationale 16 (RN16) est une route nationale de la République démocratique du Congo parcourant 450 km. Elle relie la ville de Inkisi à Mayamba. Ce route est une déviation de la RN1.
Les villes principales traversées par la RN16 sont, d'Ouest en Est : Kisantu (Inkisi), Popokabaka, Mayamba.
La RN16 est connectée aux routes nationales : RN1.

## Parcours routier
- Kisantu (km 0), Route nationale 1
- Lemfu
- Nzuma
- Kimpemba
- Ngidinga
- Kimvula (km 195)
- Kindongolushi
- Popokabaka (km 294)
- Mayamba (km 452), Route nationale 1